# Monti Conrad
I monti Conrad sono una catena montuosa dell'Antartide facente parte della più grande catena montuosa dei monti Orvin, di cui si trovano nella parte orientale. Situata nella Terra della Regina Maud e in particolare in corrispondenza della costa della Principessa Astrid, la formazione si snoda tra i monti Gagarin, a ovest, e la dorsale Shcherbakov, a est, e le sue vette raggiungono i 3055 m di altezza con il picco Sandeggtind.

## Storia
I monti Conrad sono stati scoperti e fotografati durante la spedizione Nuova Svevia, 1938-39, comandata dal capitano tedesco Alfred Ritscher, il quale li battezzò così in onore del contrammiraglio Heinrich Friedrich (Fritz) Conrad, direttore della divisione meteorologica dell'ammiragliato tedesco. La formazione fu poi mappata più dettagliatamente grazie a fotografie aeree scattate durante la sesta spedizione antartica norvegese, 1956-60.